# La Chapelle-Huon
La Chapelle-Huon település Franciaországban, Sarthe megyében. Lakosainak száma 517 fő (2022. január 1.). La Chapelle-Huon Vancé, Bonneveau, Cellé, Savigny-sur-Braye, Bessé-sur-Braye, Cogners és Saint-Gervais-de-Vic községekkel határos.

## Népesség
A település népességének változása:
| Lakosok száma | 545  | 544  | 561  | 547  | 538  | 528  | 519  | 520  | 517  |
|               | 2013 | 2015 | 2016 | 2017 | 2018 | 2019 | 2020 | 2021 | 2022 |